# Afrique nouvelle

Afrique nouvelle – sous-titré « hebdomadaire de l'Afrique francophone » – est un hebdomadaire catholique francophone fondé le 15 juin 1947 à Dakar par les pères de la Société des missions africaines à la demande de Mgr Lefebvre. Dirigé par le père Marcel Paternot, il est d'abord bimensuel, puis devient hebdomadaire trois mois plus tard. Le premier numéro est tiré à 5 000 exemplaires.